# 第十二季超級籃球聯賽季後賽
第十二季超級籃球聯賽季後賽，季後賽採新賽制取前6隊晉級，第3至第6名球隊依排名先進行5戰3勝制的交叉對戰（第3、4名先享有1勝的優勢｝，勝出的2隊在與前2名球隊進行四強賽。

## 季後賽首輪
| 3月7日 17:00 |

|  |

| 新北裕隆 75–74 台灣銀行              |
| 每節分數： 15–9、20–28、17–22、23–15 |

| 3月7日 19:00 |

|  |

| 台灣啤酒 87–60 金門酒廠               |
| 每節分數： 21–16、17–12、23–21、26–11 |

| 3月8日 17:00 |

|  |

| 台灣銀行 73–78 新北裕隆               |
| 每節分數： 14–16、14–21、17–11、28–30 |

| 3月8日 19:00 |

|  |

| 金門酒廠 68–77 台灣啤酒               |
| 每節分數： 15–16、21–16、15–16、17–29 |

## 季後賽第二輪
| 3月14日 17:00 |

|  |

| 台中璞園 78–79 新北裕隆               |
| 每節分數： 12–18、17–20、22–21、27–20 |

| 3月14日 19:00 |

|  |

| 富邦勇士 79–72 台灣啤酒               |
| 每節分數： 13–25、21–17、25–13、20–17 |

| 3月15日 17:00 |

|  |

| 新北裕隆 83–93 台中璞園               |
| 每節分數： 11–25、18–18、29–22、25–28 |

| 3月15日 19:00 |

|  |

| 台灣啤酒 71–70 富邦勇士               |
| 每節分數： 15–17、17–16、15–21、24–16 |

| 3月17日 18:00 |

|  |

| 台中璞園 91–86 新北裕隆               |
| 每節分數： 20–18、16–15、27–25、28–28 |

| 3月17日 20:00 |

|  |

| 富邦勇士 57–67 台灣啤酒               |
| 每節分數： 12–18、15–19、10–12、20–18 |

| 3月19日 18:00 |

|  |

| 新北裕隆 76–86 台中璞園               |
| 每節分數： 21–27、19–16、17–18、19–25 |

| 3月19日 20:00 |

|  |

| 台灣啤酒 64–61 富邦勇士               |
| 每節分數： 16–15、13–15、14–17、21–14 |

| 3月21日 17:00 |

|  |

| 台中璞園 90–71 新北裕隆               |
| 每節分數： 26–19、17–15、23–17、24–20 |

| 3月21日 19:00 |

|  |

| 富邦勇士 64–81 台灣啤酒              |
| 每節分數： 19–24、8–22、12–14、25–21 |